# Зулу, Мисози
Мисози Чиша Рейчел Зулу (англ. Misozi Chisha Rachael Zulu; род. 11 октября 1994 года) — замбийская футболистка, нападающая казахстанского клуба «БИИК-Казыгурт».

## Карьера
До перехода в 2019 в казахстанский клуб «БИИК-Казыгурт» на правах аренды сроком на полгода Зулу была игроком замбийских клубов «Нэшнл Ассембли» и «Грин Буффалоз».
Капитан сборной Замбии. Участвовала в составе сборной Замбии в чемпионате Африки 2014 года, пропустила чемпионат Африки 2018 года из-за травмы.